# P2Pテレビ

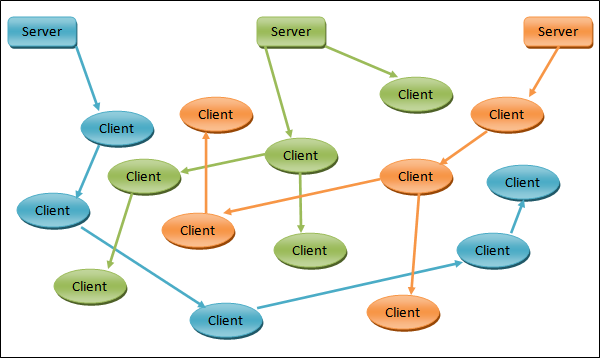
P2PTV overlay network serving three video streams.

P2Pテレビ（ピアツーピアテレビ）とは、P2Pを用いたソフトウェアアプリケーションで動画をストリーミング又は、ファイルとしてP2Pネットワークに流しテレビチャンネルは世界中に配信される。
ソフトによりチャンネルの内容はそれぞれで、著作権的に問題があるものも配信されている。

## アプリケーション
- Alluvium
- Babelgum
- CoolStreaming
- Cybersky-TV
- KeyHoleTV
- LiveStation
- Miro
- MySee
- Feidian
- Joost
- Octoshape
- P2P Recorder
- PCast

- PeerCast
- PPLive
- PPMate
- PPStream
- sopcast
- TVants
- TVKoo
- TVUプレーヤー
- VGO
- Vuze
- Zattoo